# Stare Panewniki
Stare Panewniki − część gminy Panewniki, która wraz z koloniami Wymysłowem, Kokocińcem i Nowymi Panewnikami została przyłączona w 1951 do Katowic; dzisiaj potoczna nazwa części katowickiej dzielnicy Ligota-Panewniki.

## Nazwa
W XVI w. nazywana Panewnikiem, należała do Kuźnicy Pszczyńskiej (dziś Stara Kuźnica w Halembie). Była jedną ze wsi służebnych wytwarzających panwie. Do XX wieku była zamieszkana przez Polaków. Gdy wokół wzniesionego na granicy wsi z Ligotą klasztoru franciszkańskiego powstawały nowe domy, dla odróżnienia tej części gminy od terenu ze starą zabudową na zachodzie, zaczęto nazywać Nowym Panewnikiem lub Nowymi Panewnikami. Starymi Panewnikami określa się również dzisiaj część miasta Katowice w dzielnicy Ligota-Panewniki w okolicach ulic Owsianej i Kuźnickiej.

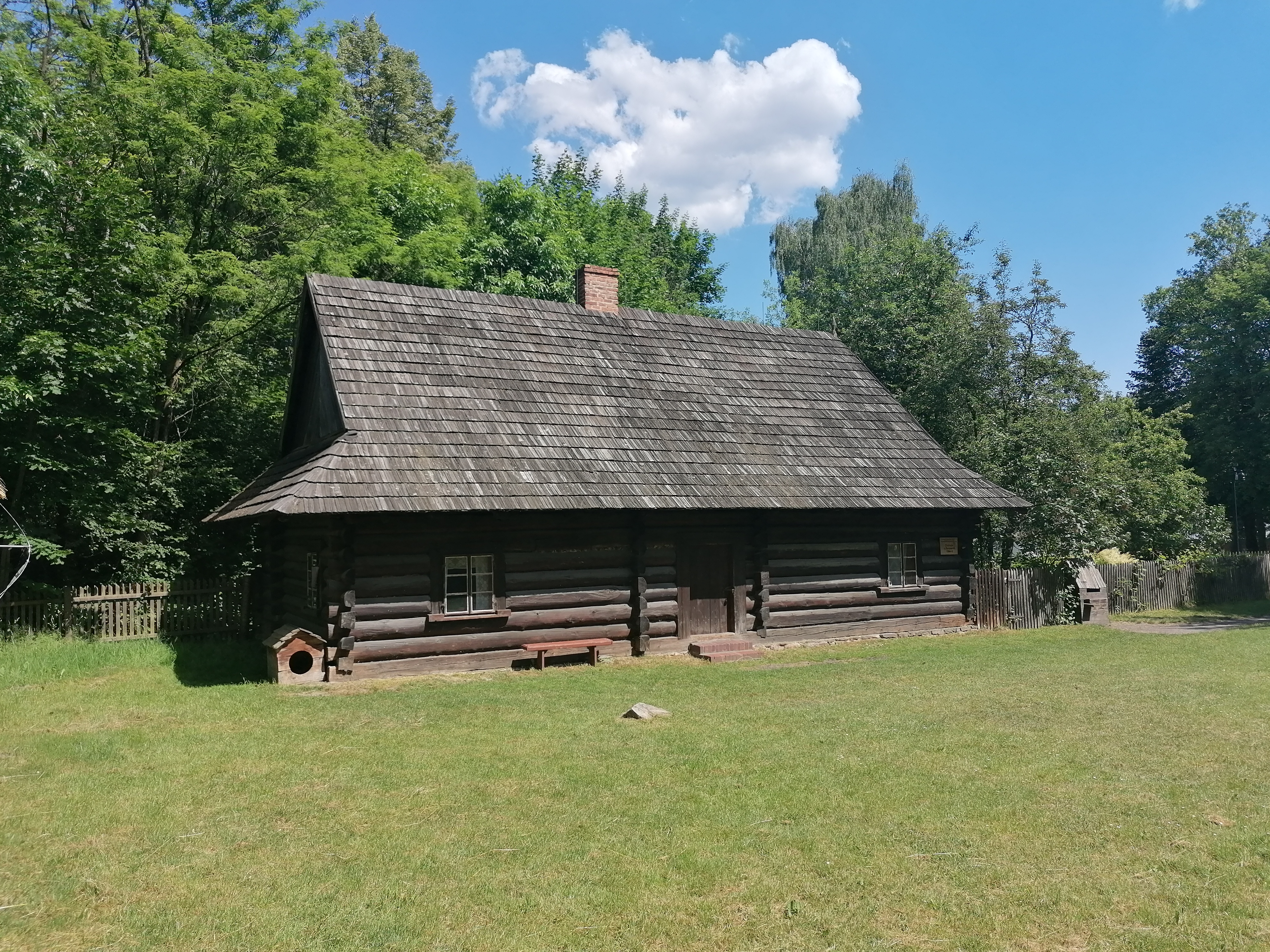
Chata z Panewnik z 1864 (Skansen w Chorzowie)
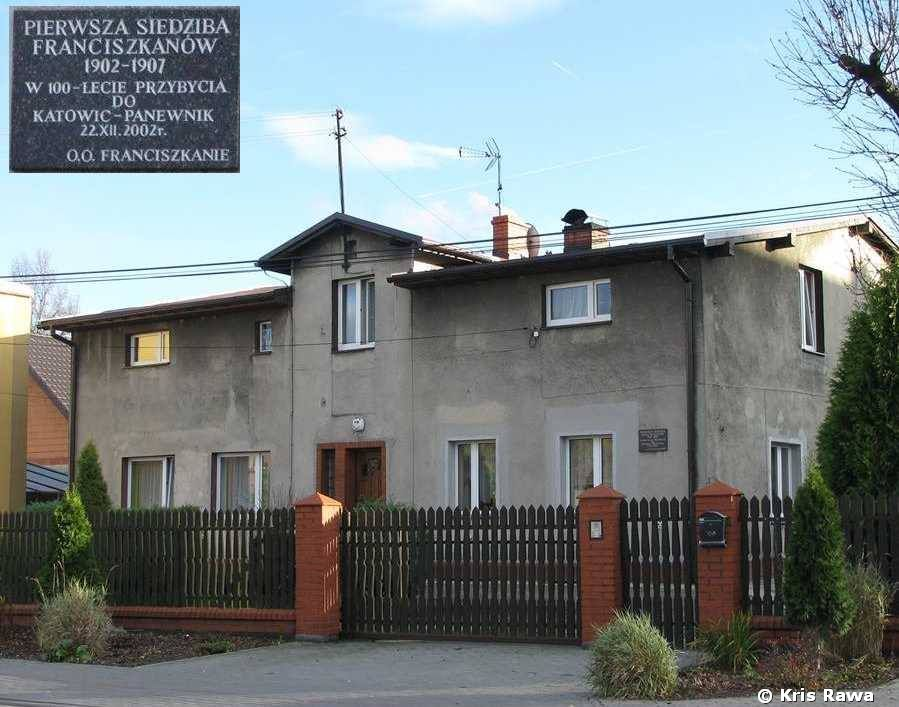
Pierwsza siedziba Franciszkanów w Panewniku. Przybyli do Starych Panewnik w 1902 roku franciszkanie zaadaptowali na potrzeby kultu zakupiony dom przy ul. Panewnickiej 439.